# أغنيس فيرنون
أغنيس فيرنون (بالإنجليزية: Agnes Vernon) هي ممثلة أمريكية، ولدت في 27 ديسمبر 1895 في بلا غراندي في الولايات المتحدة، وتوفيت في 21 فبراير 1948 بسان دييغو في الولايات المتحدة.

## وصلات خارجية
- أغنيس فيرنون على موقع IMDb (الإنجليزية)
- أغنيس فيرنون على موقع أول موفي (الإنجليزية)
- أغنيس فيرنون على موقع قاعدة بيانات الأفلام السويدية (السويدية)
- أغنيس فيرنون على موقع قاعدة بيانات الفيلم (الإنجليزية)
- أغنيس فيرنون على موقع كينوبويسك (الروسية)